# Hit (ville)
 (mars 2023).
Pour les articles homonymes, voir Hit.
Hit (en arabe : هيت) est une ville d’Irak, de la province d’Al-Anbâr, située au nord-ouest de Ramadi. C'est une ville de 105 825 habitants environ, située sur l'Euphrate.
Hit est une petite ville fortifiée construite sur deux monticules sur le site de l'ancienne ville d'Is ; les puits de bitume situés dans les environs ont été utilisés pendant au moins 3000 ans dans la construction de Babylone. Au XVIIIe siècle av. J.-C., c'était aussi un lieu important pour la pratique de l'ordalie, le jugement par les dieux, qui s'accomplissait dans le fleuve.
En octobre 2014, la ville est prise par l'organisation État islamique. Une offensive de l'armée irakienne est déclenchée pour reprendre la ville et était toujours en cours au mois de mars 2016. Au début avril, la ville est totalement encerclée par les forces gouvernementales, et se conclut par sa reprise  le 14 avril,. Cependant, l'eau potable et l'électricité peinent à être rétablies dans la ville, et les reconstructions ne démarrent, ce qui affaiblit ses défenses. Elle est une nouvelle fois reprise par l'organisation État islamique après une offensive éclair le 29 mai 2016.